# Cyril Havermans
Cyril Havermans (geboren als Cyriel Havermans) (Breda, 10 oktober 1948) is een Nederlands musicus die bekend is geworden als basgitarist in de groep Focus.
Cyril Havermans was in de jaren zestig zanger en basgitarist in de Nederlandse popgroepen Peter and the Beats (1965-66), The Heralds (1966-67), Spacial Concept (1967-68), en Big Wheel (1968-1969). In 1969 begon hij met het Trio Thijs van Leer (Thijs van Leer, Martijn Dresden, en Hans Cleuver) op te treden onder de naam Cyriel Havermans. Het trio ontmoette gitarist Jan Akkerman (Brainbox) en zo werd de groep Focus geboren, waarin Cleuver al snel plaatsmaakte voor Pierre van der Linden, terwijl Havermans eind 1970 Martijn Dresden verving. In deze bezetting deed de band veel optredens en werd het album Focus II opgenomen, dat later internationale erkenning ondervond onder de titel Moving Waves, en twee internationale hits scoorde: de instrumentale nummers Sylvia en Hocus Pocus. Overigens werden op genoemd album vele baspartijen door Jan Akkerman ingespeeld.
Havermans verliet Focus eind 1971 voor een solocarrière, ditmaal onder de naam Cyril Havermans. In 1973 verscheen het album Cyril, dat nog met Akkerman, Van Leer, en Van der Linden was opgenomen. Havermans richtte vervolgens de groep Cyril op, die naast hemzelf (gitaar en zang) bestond uit Hans Lafaille (drums) en Herman Deinum (basgitaar), beiden afkomstig uit Blues Dimension en Cuby + Blizzards, en Rudy de Queljoe (gitaar) uit Brainbox. De groep nam in 1974 het album Mind Wave op en trad in 1975 op als voorprogramma tijdens de Europese concerten van Focus. Havermans is verder te horen op het album Margriet van Lucifer (1977). In 1983 verving hij André Reijnen in het destijds heropgerichte Brainbox. Hij is nog steeds actief; anno 2007 in de groep Three Pianos met de broers Paul en Tim Krempel.
Anno 2017 treedt Cyriel nog regelmatig op met de bluesband Cripplin Snake waar ook oudgediende Kaz Lux af en toe in mee speelt. Verder in deze band locale heros Willem Scholten op zang en harmonica Stef Smit op gitaar Willem van der Schoof op Hammond en Roel Bisschop op drums.

## Discografie
- Moving Waves (1971)
- Cyril (1973)
- Mind Wave (1974)
- Left Hook (2016)